# Tren de la fi del món

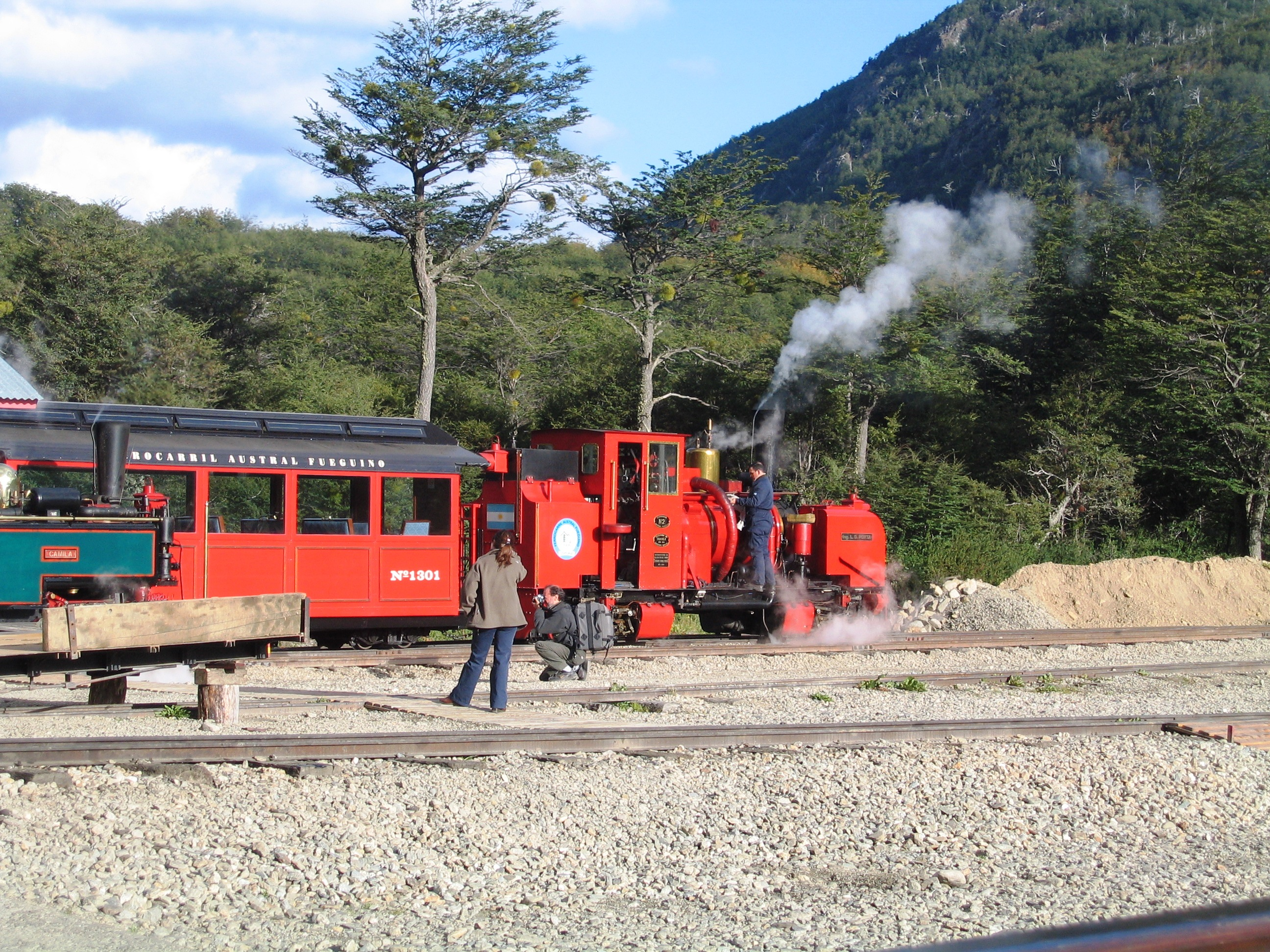
Tren de la fi del món, a prop d'Ushuaia

El Ferrocarril Austral de la Terra del Foc (FCAF) o Tren de la fi del món és una línia fèrria de via estreta que utilitza locomotores a vapor a la província de Terra del Foc, Argentina.
El seu antecessor, el tren dels presos, va funcionar del 1909 fins a 1952. El 1994, l'empresa Tranex Turismo va decidir reviure la llegenda i crear el Tren de la fi del món, el qual fa els últims 8 km del recorregut original de 25 km. L'ample de via és de 50 cm, 10 cm menys que l'original. Originalment es va utilitzar com a línia de càrregues de la Presó Nacional d'Ushuaia, específicament per transportar llenya. Actualment s'opera com un ferrocarril de turisme al Parc Nacional Terra del Foc i és la via fèrria en funcionament més austral del món.